# Cyphia glandulifera
Cyphia glandulifera är en klockväxtart som beskrevs av Ferdinand von Hochstetter och Achille Richard. Cyphia glandulifera ingår i släktet Cyphia, och familjen klockväxter. Inga underarter finns listade i Catalogue of Life.